# از دست دادن سرزمین

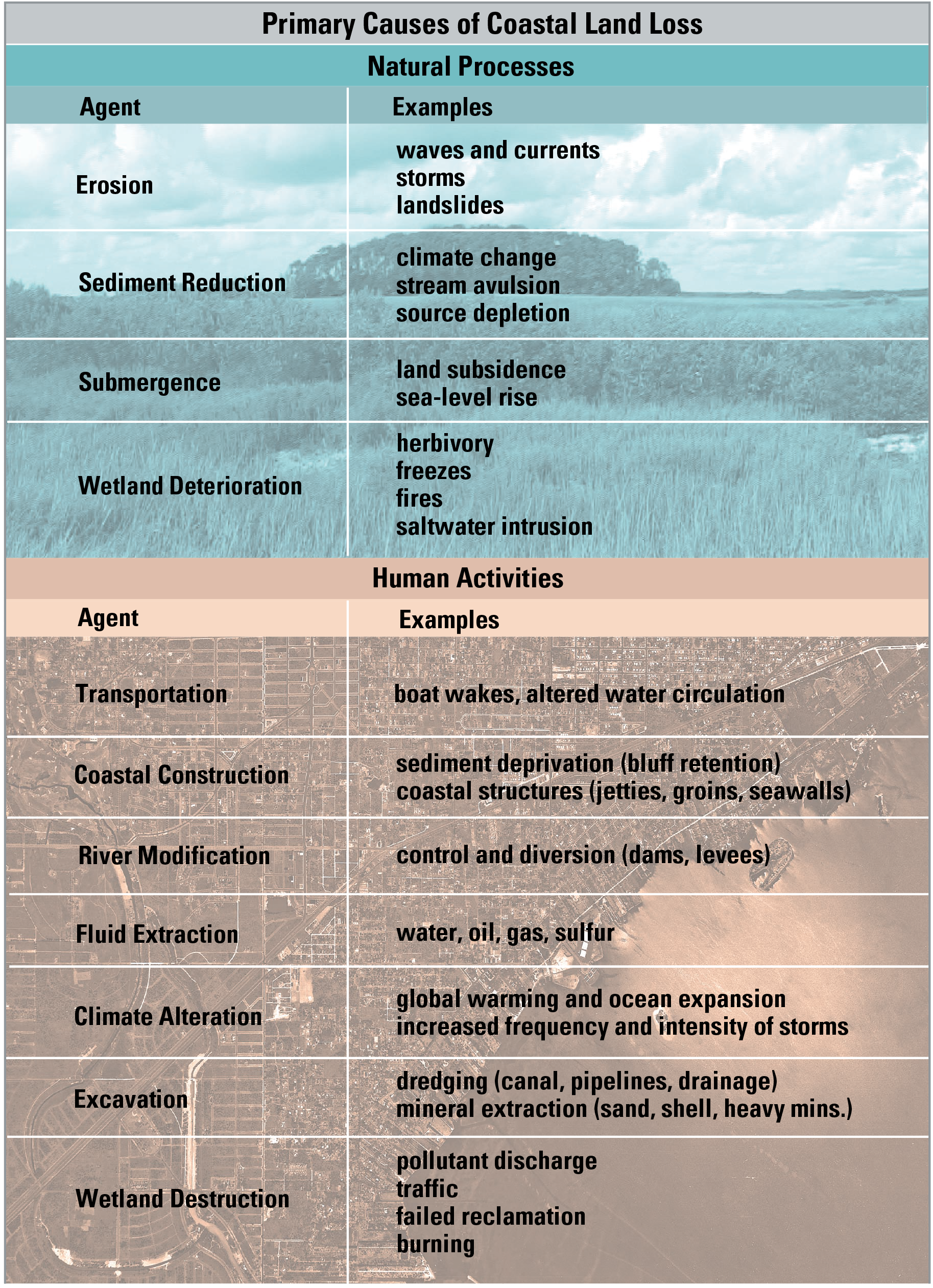
جدول چکیدهٔ دلایل فیزیکی و انسانی رایج از دست دادن زمین‌های ساحلی.

از دست دادن سرزمین (به انگلیسی: Land loss) اصطلاحی است که معمولاً برای اشاره به تبدیل زمین‌های ساحلی به آب‌های آزاد توسط فرآیندهای طبیعی و فعالیت‌های انسانی استفاده می‌شود. اصطلاح از دست دادن سرزمین شامل فرسایش سواحل نیز است. این اصطلاح بسیار گسترده‌تر از فرسایش ساحلی است زیرا از دست دادن سرزمین همچنین شامل زمین‌هایی است که در اطراف خورها و خلیج‌های داخلی و دریاچه‌ها و در اثر فرونشست تالاب‌های دشت ساحلی به آب آزاد تبدیل شده‌اند. مهم‌ترین علل از دست دادن سرزمین در دشت‌های ساحلی فرسایش، رسوب ناکافی به سواحل و تالاب‌ها فرونشست زمین و بالا آمدن سطح جهانی دریاها است. ترکیبی از فرآیندهای درگیر برای از دست دادن زمین با توجه به بخش خاصی از دشت ساحلی مورد بررسی متفاوت خواهد بود. تعریف از دست دادن سرزمین شامل از دست دادن زمین‌های ساحلی به دلیل استفاده کشاورزی، شهرنشینی یا توسعه دیگر نمی‌شود.